# Polskie Koleje Państwowe

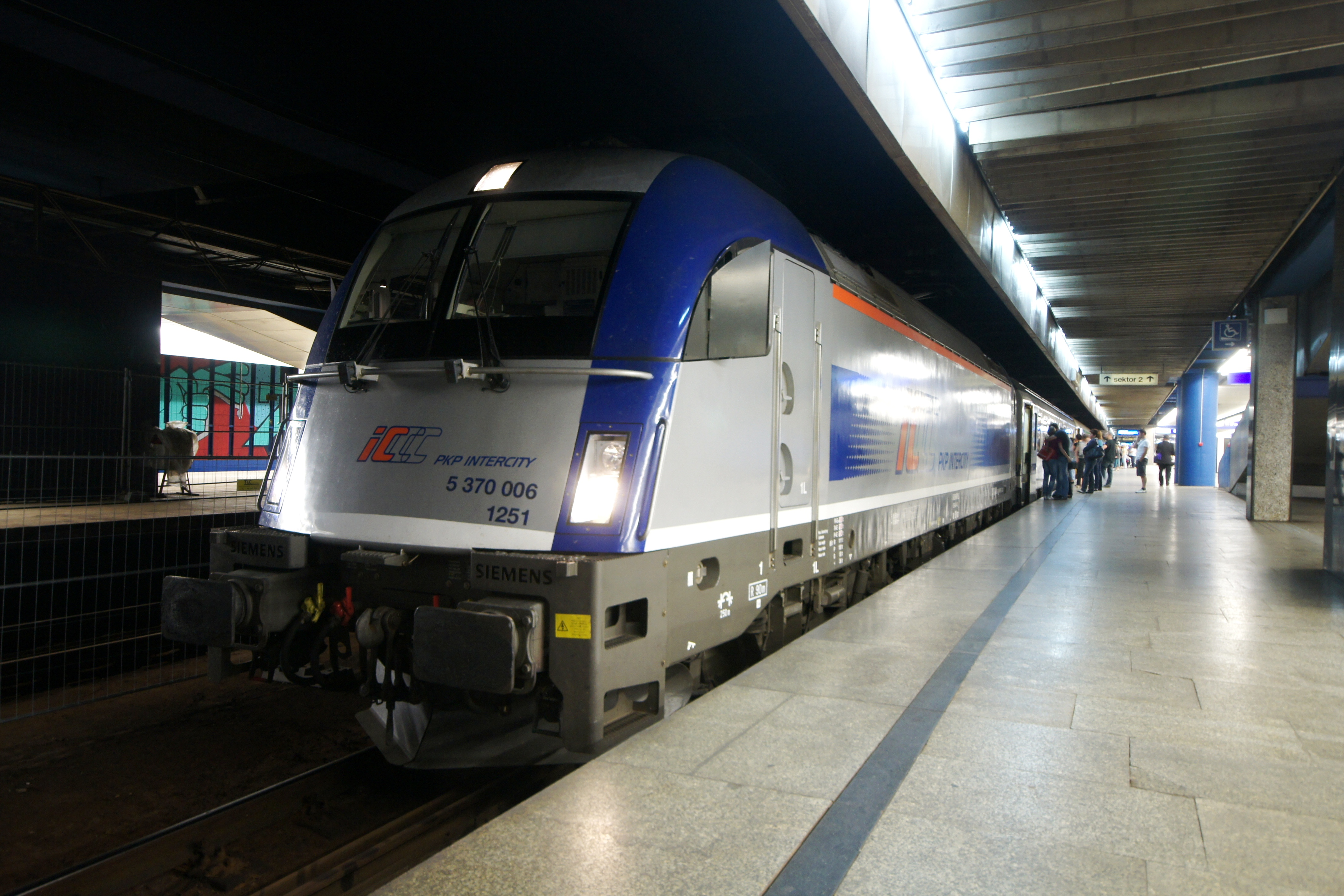
Locomotive électrique Siemens Taurus à Varsovie.

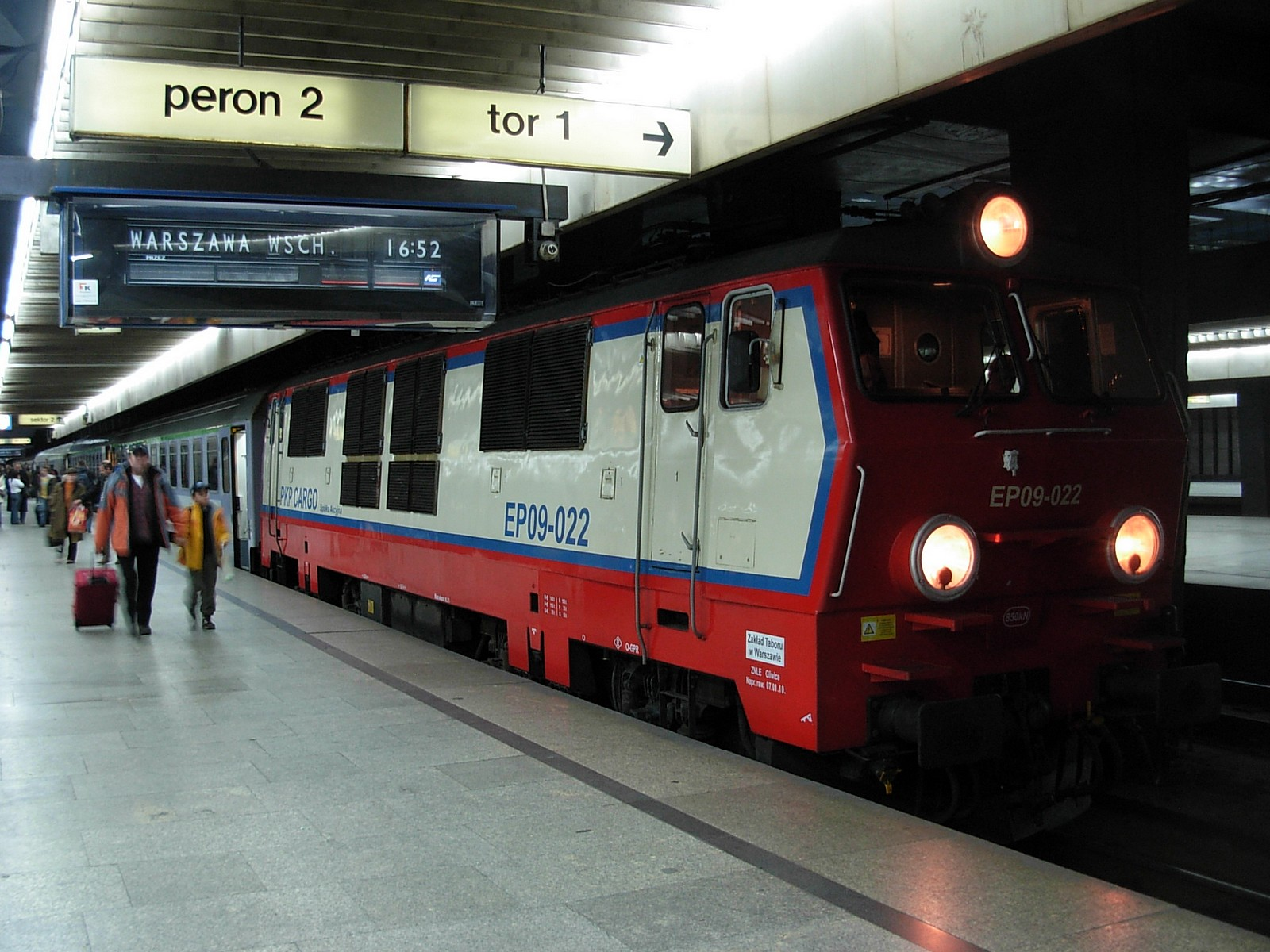
Locomotive polonaise "EP09".

Polskie Koleje Państwowe – Spółka Akcyjna (PKP S. A.) est une société ferroviaire publique polonaise.
Sa dénomination signifie Chemins de fer de l'État polonais – Société anonyme.

## Histoire
Fondée en 1926, l'entreprise a été divisée en filiales spécialisées le 8 septembre 2000 par la Loi sur la commercialisation, la restructuration et la privatisation des chemins de fer de l'État polonais, donnant naissance au groupe PKP Group.
Spółka Skarbu Państwa PKP S.A. (L'entreprise publique PKP SA) est désormais la société mère du groupe, elle détient une participation dans toutes les filiales du groupe (entreprises ferroviaires de transport, gestionnaires d'infrastructure et autres entités commerciales fournissant des services en dehors du marché ferroviaire).
PKP Group est l'un des plus gros employeurs polonais et le quatrième plus grand groupe d'intérêt européen d'entreprises ferroviaires. Il est représenté dans toutes les organisations ferroviaires internationales.

## Organisation
Ses activités sont les suivants :
- la construction et l'exploitation des lignes de chemin de fer sur le territoire polonais
- le transport ferroviaire de passagers et de fret

Ses filiales sont :
- PKP Intercity
- PKP Cargo
- Tricity SKM
- PKP LHS

## Lignes
- Ligne de Varsovie à Słubice
- Ligne Poznań–Szczecin

## Matériel roulant
- Autorail wittfield